# Estudio Méliès
El estudio de Georges Méliès está considerado el primer estudio cinematográfico del mundo, después del Black Maria, en Nueva Jersey, donde Edison filmó sus primeras películas para su kinetoscopio.

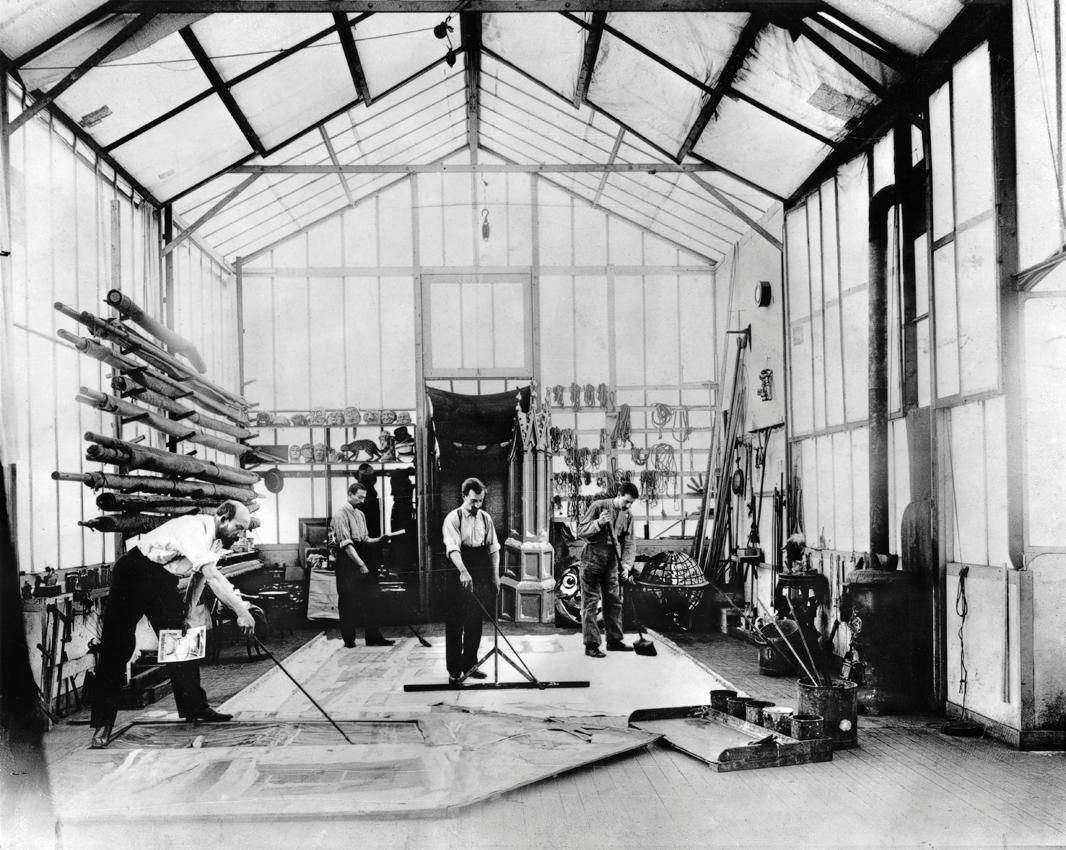

## Construcción
Méliès ordenó construir este estudio en el jardín de su finca, aprovechando un invernadero, en Montreuil-sous-Bois, cerca de París, en la primavera de 1897. El estudio se amplió posteriormente con un laboratorio donde trabajaban las propias actrices pintando a mano los negativos de las películas, bajo la dirección de Madame Thuillier. En 1905 se construyó un estudio B con una grúa que permitía levantar objetos y personas, así como una instalación eléctrica.
El planteamiento de Méliès era totalmente teatral, pero su uso era decididamente cinematográfico. Hasta el año 1906, Méliès se vio obligado a utilizar la luz solar debido a las imperfecciones de las instalaciones eléctricas. Las partes de cristal del invernadero permitían el uso de esta luz solar, pero había que evitar que el sol proyectase las sombras de la estructura sobre el escenario, para lo que Méliès desarrolló un sistema de pantallas de papel transparente que se podían hacer correr en el caso de ser necesario, y transformas así la luz directa en luz difusa para que no formase sombras.

## Decadencia
Según la propia confesión de Méliès, trabajaba desde las siete de la mañana hasta las siete u ocho de la noche, durante veinte años, sacrificando incluso su vida familiar. De este estudio de Méliès salieron más de 500 cintas de gran calidad.
Como Méliès trabajaba como un artesano no podía competir con las productoras que comenzaban a hacerse grandes como Pathé. Finalmente tuvo que aceptar ayuda financiera poniendo su estudio como garantía de pago. Con la llegada de la Primera Guerra Mundial tuvo que vender el estudio debido a las deudas económicas.